# Armando Vergílio
Armando Vergílio dos Santos Júnior (Uberlândia, 3 de agosto de 1965) é um político goiano filiado ao Solidariedade.

## Vida politica
Deputado Federal de 2011 a 2015 por Goiás, pelo PMN a Posse foi no dia 01/02/2011.Foi vice da chapa do ex-governador Iris Rezende (PMDB) na disputa pelo governo do Estado de Goiás em 2014, foi oficializada a participação do deputado federal Ronaldo Caiado na chapa, disputando a vaga ao Senado.